# 小多章裕
小多章裕（おだ あきひろ、1975年1月14日 - ）は、日本の財務官僚。財務省主税局参事官兼国際租税総合調整官。

## 来歴
滋賀県高島市出身。滋賀県立安曇川高等学校、京都大学法学部卒業。1998年 大蔵省入省（理財局総務課）。2000年7月からタフツ大学フレッチャー法律外交大学院へ留学。国際関係論を専攻する。2002年7月 財務省国際局国際機構課通貨基金係長。2003年7月 国際局国際機構課企画係長。IMF（国際通貨基金）に関する政策とサミット、G7を担当。その後は法務省刑事局、主税局、関税局関税課参事官室、IDB（米州開発銀行）、大臣官房政策金融課などで勤務。2015年6月 関税局第一参事官室関税地域協力室長。2016年6月28日 内閣法制局参事官（第3部）。2021年7月9日 関税局業務課長。通関行政の責任者として、2022年のロシアによるウクライナ侵略に際して貿易関係事業者に対ロシア制裁への協力を呼びかける。2023年7月7日 理財局計画官（内閣・財務、農林水産・環境、経済産業、海外投資担当）。2024年7月12日 主税局参事官兼国際租税総合調整官。

## 略歴
- 1998年4月：大蔵省入省（理財局総務課）[2][3]。
- 1999年：札幌国税局。
- 2000年7月：タフツ大学フレッチャー法律外交大学院へ留学[2][3]。
- 2002年7月：財務省国際局国際機構課通貨基金係長[5]。
- 2003年7月：国際局国際機構課企画係長。
- 2004年7月：法務省刑事局付。
- 2006年7月：主税局調査課長補佐。
- 2008年7月：主税局参事官室参事官補佐。
- 2009年7月：関税局関税課参事官（国際機構担当）室付参事官補佐。
- 2010年7月：米州開発銀行（IDB）審議役。
- 2014年1月1日：特定個人情報保護委員会事務局総務課長補佐。
- 2014年7月：大臣官房政策金融課長補佐。
- 2015年6月：関税局第一参事官室関税地域協力室長。
- 2016年6月28日：内閣法制局参事官（第3部）。
- 2021年7月9日：関税局業務課長。
- 2023年7月7日：理財局計画官（内閣・財務、農林水産・環境、経済産業、海外投資担当）。
- 2024年7月12日：主税局参事官付国際租税総合調整官兼主税局参事官。